# Billeberga kyrka
Billeberga kyrka är en kyrkobyggnad i Billeberga i Svalövs kommun. Den är församlingskyrka i Billeberga-Sireköpinge församling i Lunds stift.

## Gamla kyrkan
Nuvarande kyrkobyggnad förgicks av en medeltida kyrka i romansk stil som låg något kvarter väster om den nuvarande kyrkan. Vid en prostvisitation 1849 påtalades för församlingen att kyrkan var för liten. Församlingen hade försökt att utöka utrymmet genom en utbyggnad i norr, sätta bänkar i vapenhuset och genom att förlänga kyrkan i öster. 
Den nya kyrkan utreddes under tio år, där platsen var det största tvisteämnet. Den gamla kyrkan låg lågt och nära ån med regelbundna översvämningar vår som höst. En del vårar fick tjälen till och med gravar att resa sig. Den nya kyrkan skulle vara belägen så att liknande problem inte uppstod. 
1858 ålade biskop Thomander församlingen att bygga en ny kyrka. Den äldre kyrkan revs i oktober 1860 till förmån för den nya rymligare och pampigare stenkyrkan som restes ett hundratal meter åt väster om den gamlas plats och som delvis byggdes av material från den gamla kyrkan. 
Platsen för den gamla kyrkogården används idag som minneslund där den gamla kyrkans grund är markerad med figurklippt buxbomshäck.

## Kyrkobyggnaden

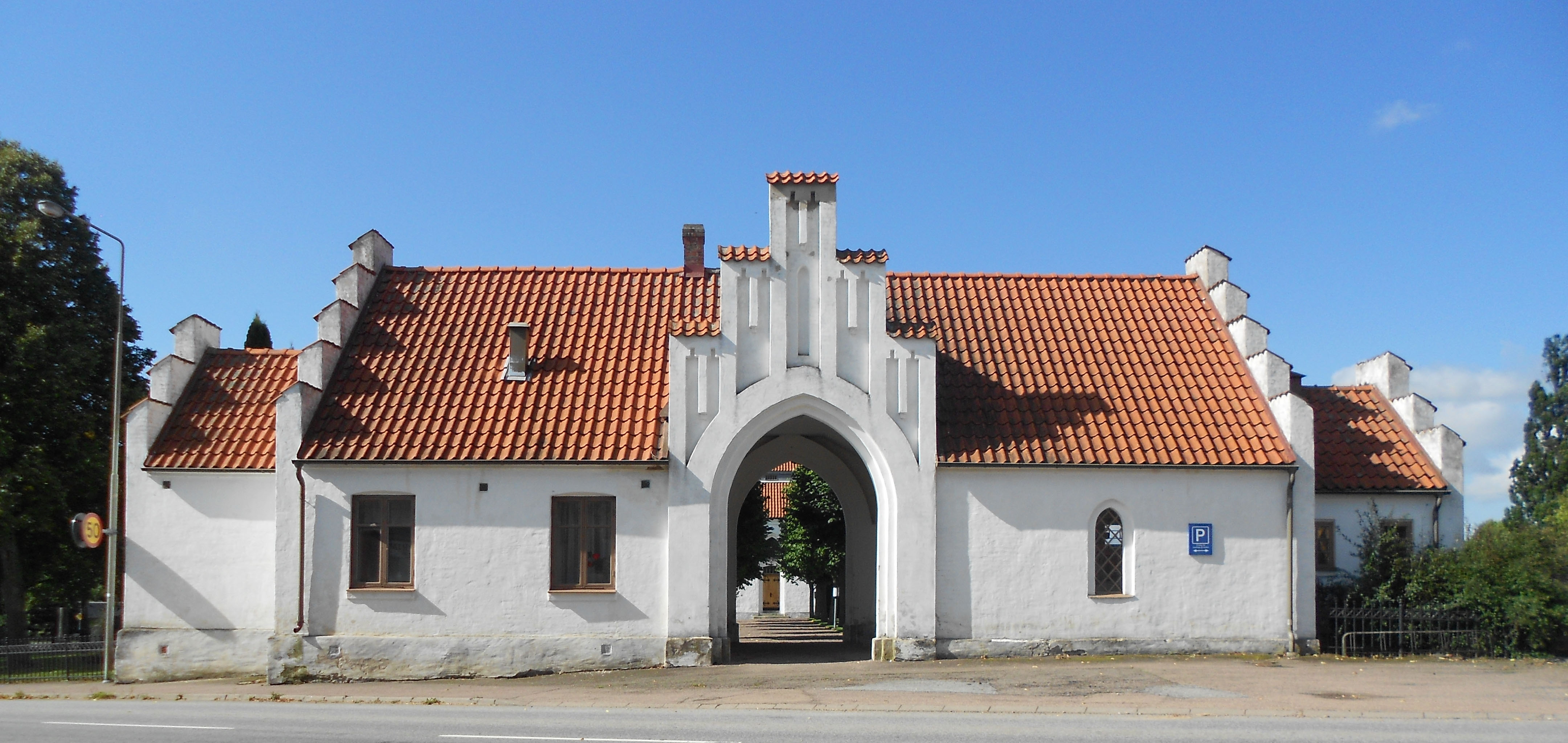
stiglucka

Den nya kyrkan uppfördes av byggmästare Haf, efter intendent Fredrik Wilhelm Scholanders ritningar, och invigdes 1 januari 1862 av biskop Johan Henrik Thomander.
Kyrkobyggnaden är ovanlig på så sätt att den är en av endast ett fåtal kyrkor som har trappstegsutformning på alla fyra sidor av tornet. Det stora ljusinsläppet över koret bidrar till denna kyrkas unika särprägel.
Redan fem år efter invigningen konstaterade man att bygget var bristfälligt och församlingen hade stora problem med yttertaket.
1910 fanns planer på en genomgripande yttre och inre restaurering och 1914 konstaterades att kyrkan var olämplig för gudstjänstliv. 1915 fattades beslut om en genomgripande renovering och 45 000 kronor anslogs till detta. Söndagen 18 april firades den sista gudstjänsten innan renoveringen påbörjades och vid 17-tiden samma dag eldhärjades byggnaden och både takkonstruktion och interiör totalförstördes.
Kyrkan återuppbyggdes de följande åren i enlighet med de av domkyrkoarkitekt Theodor Wåhlin utarbetade planerna. Av 1800-tals kyrkan behöll Wåhlin den nygotiska stilen utvändigt med långhus och smalt kvadratiskt västtorn med tinnade gavelrösen, men ersatte det tidigare sadeltaket med ett säteritak. Biskop Gottfrid Billing invigde den nya kyrkan vid högtidsgudstjänst Kyndelsmässodagen den 5 februari 1917 kl. 12. Inför invigningen hade det tryckts 550 inträdesbiljetter, 500 platser i kyrkan och 50 i koret. Trots alla människor blev det en kylslagen invigning eftersom värmeledningen inte fungerade.
Den östra delen av kyrkan består av en tresidig absid och västra delen av ett högt fyrsidigt torn. Koret försågs redan 1917 med en lanternin, som ger dagsljus direkt över altaret, men sattes igen 1939 i samband med andra världskrigets utbrott för att förhindra att kyrkan blev ett uppenbart navigationsmärke för fiendeflyg. Långskeppet är byggt med två pelarrader vilket ger två sidoskepp. Valvpelarna är prydda med kapitäl gjorda i sandsten. Golvet är av polerad kalksten utom under bänkarna där det finns trägolv. Interiört har kyrkan en diskret jugendstil med inredning av brunbetsat trä med guldliknande ornament.
Under renovering av kyrkan 1993 togs den igensatta lanterninen upp igen och under Länsstyrelsens överinseende skiftades byggnadens åldriga värmesystem ut och ersattes av en jordvärmeanläggning som förutom de ekonomiska fördelarna även skulle ge ett jämnare och för inventarier gynnsammare klimat. Enligt uppgift framkom inga spår efter medeltida eller förhistoriska anläggningar eller aktiviteter i samband med det utvändiga grävarbetet.

## Inventarier
- Koret smyckas av en madonnabild utförd under första världskriget av Ernestine Nyrop från Köpenhamn (som samtidigt även utsmyckade salen och nedervåningens tak på gården Karlsfält, Tågarp[förtydliga]). Maria flankeras av änglar med fridsbudskap.
- Dopfunten är från 1918 och uthuggen i kalksten från Ignaberga. Den är smyckad med symboler för de fyra evangelisterna.
- Bland textilierna finns en äldre mässhake med tetragrammet JHWH på framsidan.

### Orgel
- 1864 byggde Jöns Lundahl & Knud Olsen en orgel med 17 stämmor.
- 1917 byggde A. Mårtenssons Orgelfabrik AB, Lund en orgel med 20 stämmor.
- Den nuvarande orgel är byggd 1967 av A. Mårtenssons Orgelfabrik AB, Lund och har 18 stämmor. Orgeln är mekanisk.

| Manual I      | Manual II     | Pedal              | Koppel |
| Principal 8'  | Spetsgamba 8´ | Subbas 16´         | I/P    |
| Gedackt 8'    | Principal 4'  | Gedackt 8´         | II/P   |
| Oktava 4'     | Rörflöjt 4'   | Nachthorn 4'       | II/I   |
| Rörpommer 4'  | Blockflöjt 2' | Rauschkvint 3 chor |        |
| Oktava 2'     | Kvinta 1 1/3' | Fagott 16'         |        |
| Mixtur 4 chor | Scharf 3 chor |                    |        |
| Trumpet 8'    |               |                    |        |

## Kyrkklockorna
Billeberga kyrkas två klockor är gjutna i Stockholm av metallen från de gamla vid branden skadade klockorna.
Stora klockan har följande inskription: "År 1916 i konung Gustav V:s tionde regeringsår då krig med storm och blodig klädnad rasade. Blef denna klocka gjuten i Stockholm av KG Bergholtz och Co och uppsatt i tornet till Billeberga efter branden den 18 april 1915 uppbyggda och nyinredda kyrka. Kyrkoherde var då Justus Lindau, kyrkvärd Nils B. Mattsson i S.Möinge och Måns Nilsson i Wermö. Biskop i Lunds stift var doktor Gottfrid Billing."
Lilla klockan har följande inskription: "Kommen till det rum der Herren dyrkas det är heligt, det är himlens port. Kommen till att helgas, lugnas, styrkas på den dag, som Herren hafver gjort Jesu vänna, hållen andans enhet genom kärlekens och frihetens band och samvets ro, med hjärtans renhet vandren Jesu väg till härlighetens land."

## Kuriosa
I en uppteckning från 1930 på Folklivsarkivet i Lund nämns Billeberga kyrka som en av två möjliga platser där en harmlös version av de dödas julotta ägt rum. Stefan Isaksson nämner händelsen i sin bok "Skånska spöken: gastar och gengångare i bondesamhällets folktro" (ISBN 9789173310963).  
Samma år som den gamla kyrkan revs och den nya placeringen antogs började planeringen av järnvägen mellan Helsingborg och Billeberga (L&HJ). Tre år efter att den nya kyrkan invigts öppnade järnvägen 1865, påtagligt nära kyrkan.